# Akodon mimus
Espèce
Synonymes
- Akodon (Microxus) mimus (Thomas, 1901)[1]

Statut de conservation UICN

 LC  : Préoccupation mineure
Akodon mimus est une espèce de rongeurs de la famille des Cricetidae.

## Répartition et habitat
Cette espèce est présente dans au Pérou et en Bolivie. On la trouve dans l'Est des Andes entre 2 000 et 3 700 m d'altitude.